# Lafutidina
Lafutidina es el nombre (INN) de un medicamento antihistamínico con acción antagonista de los receptores H2, uno de los receptores de la histamina sobre la membrana celular de las células parietales en el estómago, por lo que se indica en medicina para el tratamiento de la úlcera péptica duodenal o gástrica. Al igual que la cimetidina, la lafutidina reduce el volumen y la acidez del jugo gástrico, por lo que provee protección preoperatoria en contra del riesgo de una neumonitis por aspiración como resultado de una operación.